# Sjida Kartli
Sjida Kartli (Georgisch: შიდა ქართლი, Binnen-Kartli) is een regio (mchare) in het midden van Georgië met een oppervlakte van 5729 km², waarvan 3428 km² onder Georgisch gezag staat. Ongeveer 2300 km² van Sjida Kartli ligt in het de facto afgescheiden en door Rusland bezette Zuid-Ossetië. Het Georgisch gecontroleerde deel van Sjida Kartli had op 1 januari 2024 ruim 244.000 inwoners. Sinds 6 mei 2025 is de gouverneur Simon Goeledani.
De hoofdstad van de regio is Gori. Het Georgisch gecontroleerde deel van Sjida Kartli kent vier gemeenten. Sjida Kartli was historisch gezien onderdeel van het Georgische Koninkrijk Kartlië, waarvan Samatsjablo een district was, dat nu geheel in Zuid-Ossetië ligt.

## Geografie
Sjida Kartli ligt in het midden van Georgië, aan de oostkant van de oost-west waterscheiding die door het Lichigebergte gevormd wordt. Het heeft nominaal een oppervlakte van 5729 vierkante kilometer. De noordelijke 40% (2300 km²) ligt in de praktijk in Zuid-Ossetië en staat niet onder Georgisch gezag. Sjida Kartli grenst in het oosten aan de regio Mtscheta-Mtianeti, in het zuiden aan Kvemo Kartli, in het zuidwesten aan Samtsche-Dzjavacheti, in het westen aan Imereti, en in het noordwesten Ratsja-Letsjchoemi en Kvemo Svaneti . Ten slotte heeft Sjida Kartli formeel een 28 kilometer lange grens met Rusland (Noord-Ossetië-Alanië). Deze grens ligt feitelijk in Zuid-Ossetië, alsmede de grens met Ratsja-Letsjchoemi en Kvemo Svaneti en delen van de grens met de regio's Imereti en Mtscheta-Mtianeti. 
De regio wordt aan drie zijden omringd door bergketens als natuurlijke grens. De waterscheiding en bergkam van de Grote Kaukasus vormt de natuurlijke grens van Sjida Kartli met Rusland, terwijl het Lichigebergte de westelijke grens vormt. Het Lichigebergte is de waterscheiding tussen de rivierbassins van de Zwarte Zee en de Kaspische Zee. De zuidelijke grens wordt door het Trialetigebergte gevormd. De hoogste berg van Sjida Kartli is de Chalatsa van 3938 meter boven zeeniveau. Deze ligt op de grens met Rusland in het Sjoda-Kedelagebergte en de bergkam van de Grote Kaukasus. De hoogste berg in het Georgisch gecontroleerde deel is de Ardzjevani (275m m) in het Trialetigebergte. De rivieren in Sjida Kartli monden via de Mtkvari uit in de Kaspische Zee.

## Bestuurlijke onderverdeling
Sjida Kartli omvat vier gemeenten in het gebied dat Georgië controleert en drie 'tijdelijke gemeenten' en een rajon die feitelijk onder Zuid-Osseets gezag staan:
- Chasjoeri, Gori, Kareli, Kaspi.
- Tijdelijke gemeenten: Eredvi, Koerta en Tigva. Sinds 2008 geheel onder feitelijk gezag van Zuid-Ossetië;
- Het district (rajon) Dzjava (Dzau) dat formeel in Sjida Kartli ligt, in de noordelijke helft van Zuid-Ossetië, is met de hervorming van het lokaal bestuur in 2006 niet als gemeente geregistreerd,[8] maar wordt in het Georgisch bestuursrecht wel als zodanig behandeld. Het gebied stond destijds niet meer onder feitelijke Georgisch controle.

Er zijn in het Georgisch gecontroleerde gebied in totaal 379 bewoonde kernen:
- Vier steden: Chasjoeri, Gori, Kareli en Kaspi
- Twee daba's: Agara en Soerami
- 373 dorpen, waaronder Kemperi, Kvisjcheti, Patara Choervaleti en Zemo Nikozi. De dorpen zijn ingedeeld in 67 administratieve gemeenschappen (თემი, temi).

### Tijdelijke Administratief-Territoriale Eenheden
Sinds het opheffen van de Zuid-Ossetische autonomie in 1990 en het herverdelen van de districten, lagen Gori en Kareli gedeeltelijk en Dzjava geheel in het door Zuid-Ossetië geclaimde gebied. Met de hervormingen van het lokaal bestuur in 2006, toen de Georgische districten werden omgezet naar gemeenten (municipaliteiten), zijn er Tijdelijke Administratief-Territoriale Eenheden opgericht in delen van Zuid-Ossetië waar Georgië na de burgeroorlog in 1991-1992 het gezag nog over had (vooral etnisch Georgische dorpen). Het kwam er op neer dat er tijdelijke gemeenten werden geïntroduceerd, te weten Eredvi, Koerta (beiden gesplitst van Gori) en Tigva (gesplitst van Kareli) en oostelijk daarvan Achalgori (regio Mtscheta-Mtianeti). Koerta en Eredvi komen gezamenlijk overeen met het feitelijke rurale district Tschinvali van Zuid-Ossetië, en Tigva komt overeen met het Zuid-Ossetische district district Znaur (Kornisi voor Georgiërs). Deze tijdelijke gemeenten werden in mei 2007 onder een overkoepelend door Tbilisi erkend interim gezag over Zuid-Ossetië geplaatst, de Zuid-Ossetische Administratie.
Als gevolg van de oorlog in 2008 verloor Tbilisi het laatste stuk gezag over Zuid-Ossetië, waarmee deze bestuurlijke indeling vooral een papieren kwestie is geworden. Het door Tbilisi erkende bestuur over het territorium van Zuid-Ossetië, de Zuid-Ossetische Administratie, behartigt vanuit Tbilisi voornamelijk de belangen van de Georgische vluchtelingen die in speciale nederzettingen in de omgeving van Zuid-Ossetië en andere delen van Georgië wonen. Deze dorpen liggen weliswaar in andere Georgisch bestuurde gemeenten maar vallen formeel onder een van de Tijdelijke Administratief-Territoriale Eenheden.

## Demografie
Sjida Kartli telde op 1 januari 2024 244.135 inwoners, een daling van ruim 7% ten opzichte van de volkstelling van 2014. De urbanisatiegraad is 39,2%. De demografische data in deze pagina betreffen het door Georgië gecontroleerde deel.
| Chasjoeri | 56.741  | 62.491  | 64.701  | 66.820  | 62.714  | - | 52.603  | 51.301  | 49.349  |
| Gori*** | 103.445 | 124.743 | 135.694 | 149.759 | 135.456 | - | 125.692 | 121.053 | 114.921 |
| Kareli*** | 44.297  | 49.522  | 50.346  | 50.428  | 48.831  | - | 41.316  | 40.759  | 39.664  |
| Kaspi | 49.897  | 54.063  | 53.527  | 55.416  | 52.217  | - | 43.771  | 42.011  | 40.201  |
| * Uit onderzoek na volkstelling 2014 is gebleken dat volkstelling 2002 8-9 procent te hoog is uitgevallen. **Gecorrigeerde data op basis van retro-projectie 1994-2014 i.s.m. VN *** Delen buiten feitelijk Georgisch gezag vanaf 2002 niet meegeteld. |         |         |         |         |         |   |         |         |         |

### Etniciteit en religie
Volgens de volkstelling van 2014 woonden in de regio voor het overgrote merendeel Georgiërs (94,7%). De belangrijke etnische minderheden zijn Azerbeidzjanen (2,1%), Osseten (1,8%) en Armeniërs (0,8%), Russisch (0,3%) en kleinere aantallen Oekraïners, Grieken, Joden, Abchaziërs, Assyriërs en Bosja. De Osseten wonen voornamelijk in de dorpen in het landelijke gebied van de gemeenten Gori, Kaspi en Kareli langs de grens met Zuid-Ossetië.
Bijna alle inwoners in de regio zijn Georgisch-Orthodox (95,9%). Andere geloofsovertuigingen zijn de islam (2,1%) en Jehova's getuigen (0,9%). Daarnaast zijn er ruim 300 protestanten en ruim 100 joden, buiten hoofdstad Tbilisi een betrekkelijk grote gemeenschap.